# Torano
Torano, také nazývané Torano di Carrara , je vesnice, která patří k městu Carrara v provincii Massa-Carrara, Toskánsko, Itálie.

## Popis
Nachází se asi 2,5 km severně od Carrary na úpatí hory Monte Sagro. Leží ve výši 150 m, má asi 680 obyvatel a nabízí výhled na Apuánské Alpy. Patronkou (ochránkyní) je Panna Maria Nanebevzatá (Assunzione di Maria). Svátek má 15. srpna.
Pravděpodobně vznikla v předřímské době, první písemná zmínka je z roku 1141. Její jméno se odvozuje z latiny (bos taurus) nebo z italštiny (toro), to jest býk (tur domácí), kterého má ve svém starověkém znaku. Býci se tehdy používali při odvážení mramoru.
Na místním hřbitově jsou četné sochy z kararského mramoru. Kostel Santa Maria Assunta byl postaven na konci 16. století jako Santa Maria degli abbandonati a od 8. května 1599 je farním kostelem. Současný název dostal na počátku 19. století.  Dalším kostelem v obci je Oratorio dei Santi Quattro Coronati.
Podle tohoto místa je pojmenována velká kararská lomová oblast, Bacino di Torano. Je v ní asi 30 aktivních lomů, ve kterých se těží Statuario (bílo-žlutý sochařský materiál), Statuario Venato (šedo-bílý sochařský materiál), Calacatta, Cremo, Ordinario a Arabescato. V údolí Torano je také lom Polvaccio, ze kterého si Michelangelo vybíral kamenné bloky. Dnes se tento lom proto nazývá Cava-Michelangelo.